# 金紋希
金紋希（韓語：김문희，1988年6月28日—），韓国女子羽毛球运动员。

## 簡歷
2006年，金紋希參加仁川舉行的世界青年羽毛球錦標賽的女子團體項目，奪得團體冠軍及女單季軍。
2010年，金紋希在世界羽毛球錦標賽女單賽事，不敵法國的老將皮紅艷，十六強止步。

## 主要比賽成績
只列出曾進入準決賽的國際賽事成績：
| 年份   | 賽事                 | 公開賽級別 | 項目     | 成績   |
| ------ | -------------------- | ---------- | -------- | ------ |
| 2009年 | 大阪羽毛球國際挑戰賽 | 國際挑戰賽 | 女子單打 | 亞軍   |
| 2010年 | 韓國羽毛球超級賽     | 超級賽     | 女子單打 | 準決賽 |
| 2010年 | 加拿大羽毛球大獎賽   | 大獎賽     | 女子單打 | 準決賽 |

| 2007-2017年 | 首要超級賽 | 超級賽 | 黃金大獎賽 | 大獎賽 | 國際挑戰賽 | 國際系列賽 | 未來系列賽 | 其他 |

| 2018-2026年 | 總決賽 | 超級1000賽 | 超級750賽 | 超級500賽 | 超級300賽 | 超級100賽 | 國際挑戰賽 | 國際系列賽 | 未來系列賽 | 其他 |

### 奧運會和世錦賽參賽紀錄
|          | 2009 | 2010 |
| -------- | ---- | ---- |
| 女子單打 | 64強 | 16強 |